# Толкачёв, Василий Андреевич
Васи́лий Андре́евич Толкачёв (1922, дер. Сбродово, Витебская губерния — 13 января 1944, Городокский район, Витебская область) — командир стрелковой роты 12-го гвардейского стрелкового полка 5-й гвардейской стрелковой дивизии 11-й гвардейской армии Западного фронта, гвардии лейтенант. Герой Советского Союза (1943).

## Биография
Родился в 1922 году в деревне Сбродово (ныне — Невельского района Псковской области) в крестьянской семье. Окончил 7 классов.
В Красной Армии с 1939 года. В 1941 году окончил Московское военное пехотное училище. На фронтах Великой Отечественной войны с июня 1941 года.
Командир стрелковой роты 12-го гвардейского стрелкового полка, гвардии лейтенант Василий Толкачёв в бою за село Уколица Ульяновского района Калужской области 16 июля 1943 года ворвался с бойцами вверенной ему роты в траншею противника и в рукопашной схватке уничтожил большое количество вражеских солдат и офицеров. В бою 18 июля 1943 года за деревню Верхняя Радомка Болховского района Орловской области гвардии лейтенант Толкачёв со своей ротой отразил четыре контратаки противника.
Указом Президиума Верховного Совета СССР от 27 августа 1943 года за образцовое выполнение боевых заданий командования и проявленные при этом мужество и героизм гвардии лейтенанту Толкачёву Василию Андреевичу присвоено звание Героя Советского Союза с вручением ордена Ленина и медали «Золотая Звезда».
Гвардии старший лейтенант Толкачёв погиб в бою 13 января 1944 года. Похоронен в братской могиле в центре деревни Мошенино Невельского района Псковской области, в 26-ти километрах от города Невель.
Награждён орденом Ленина.

## Награды и звания
- Герой Советского Союза (1943)
- Орден Ленина
- Медаль "Золотая Звезда"

## Память
В 1976 году над братской могилой в деревне Мошенино установлен железобетонный памятник с именами 330 павших, в числе которых: 13 офицеров, 316 солдат и сержантов, и один Герой Советского Союза — гвардии старший лейтенант В. А. Толкачёв.